# Никольская улица (Николаев)
Нико́льская у́лица (укр. Нікольська (Микільська) вулиця) — улица в исторической части города Николаева. Это одна из старейших улиц в городе, на которой сохранилось много дореволюционных зданий.

## Местоположение
Никольская улица — продольная улица в Городовой части старого Николаева. Проходит от Спортивной улицы на западе до 1-й Слободской улицы на востоке.

## История
В 1822 году полицмейстер Павел Фёдоров предложил название Греческая улица — по Греческой церкви Святителя Николая, расположенной на углу этой и Фалеевской улиц. Однако проект Фёдорова не был утверждён военным губернатором Николаева Алексеем Грейгом.
Полицмейстер Григорий Автономов в 1835 году предложил название Никольская улица, по имени той же церкви, сохранившейся до наших дней.
В 1891 году улица была переименована в Спасский спуск, а в 1919 году улице дали имя Розы Люксембург — деятеля международного рабочего движения. В настоящее время улице возвращено название Никольская.

## Памятники и здания
- На углу Никольской и Большой Морской улиц в 2007 году был установлен памятник Вячеславу Чорновилу. Автор — архитектор Виктор Макушин.
- В здании по адресу Никольская, 24, построенном в 1964 году, располагается Николаевский национальный университет имени В. А. Сухомлинского.[2] Перед зданием университета установлен бюст Василия Сухомлинского, авторы: скульптор А.Н.Борисевич, архитектор О.П.Попова.[3] Напротив университета расположен Политехнический техникум.
- На углу Никольской и Наваринской улиц стоит дом с колоннами, в котором в 1791—1795 годах жил основатель Одессы адмирал Осип Дерибас.[2]
- В сквере у здания Педагогического университета (ул. Никольская, 24) в июле 1968 года, был открыт памятник А. М. Гмырёву. Авторы: скульптор О. А. Здиховский, архитектор Э. П. Теляшова. Бюст поэта установлен на четырёхгранном постаменте из серого гранита. На лицевой грани памятника надпись: «Поэт-революционер Алексей Гмырёв (1887—1911 гг.)».[4]
- В доме № 33 останавливался Василий Каразин.[2]
- По адресу Никольская, 34 расположена Первая украинская гимназия имени Николая Аркаса, бывшая Николаевская первая Мариинская женская гимназия, построенная по проекту архитектора Евгения Штукенберга.
- В доме № 34 родились декабристы Иосиф и Александр Поджио. В этом же доме жил автор первого в России курса земледелия профессор Михаил Ливанов.[2]
- На углу Никольской и Фалеевской улиц расположена греческая каменная церковь, построенная по проекту неизвестного автора в 1817 году.
- В доме № 47 во время немецкой оккупации находилась редакция газеты «Украйинська думка» (укр. Українська думка).
- В доме № 52 в 1917 году находился штаб Красной гвардии.[2]
- В доме № 62 в 1923—1924 годах жил поэт Эдуард Багрицкий, работавший в газете «Красный Николаев». В этом же здании размещался один из первых кинотеатров города — «Северная Пальмира».[2]
- В конце улицы, за адмиралтейским сквером, расположено здание строительного колледжа. Перед зданием в 1990-е годы был установлен памятник матросу Игнату Шевченко, отлитый ещё в 1874 году.[5]

- Некоторые здания
- Здание Политехнического техникума
- Строительный колледж и памятник матросу Игнату Шевченко